# Carrer de Dalt (València)
El carrer de Dalt és una via urbana històrica del centre de València. Està situat entre la plaça del Tossal i el carrer de Na Jordana. És un dels carrers més representatius de la Ciutat Vella i, junt amb el carrer de Baix, vertebra el Barri del Carme de nord a sud.
És un carrer estret i llarg que acull, junt amb carrers propers, la major concentració de graffiti urbà de la ciutat, d'una qualitat molt alta i típicament bohemi, potser un dels trets identitaris del barri. És un carrer de botigues alternatives i bars, com ara Alta Trash, Santo Spirito Vintage, Gnomo, la llibreria Araña Editorial o Cadaver Landia. Al final del carrer hi ha un refugi antiaeri que data de la guerra civil. Al número 24 es va rodar la escena de 13 Rue del Percebe de la pel·lícula La gran aventura de Mortadelo y Filemón.
A la València medieval, el carrer de Dalt estava vinculat a la presència d'un alfòndec, situat entre aquest carrer i el carrer de Baix. Aquesta zona era coneguda com l'Alfondech Alta i l'Alfondech Baja. Els alfòndecs eren edificis destinats a allotjar comerciants, emmagatzemar mercaderies i facilitar activitats comercials. Aquest carrer apareix documentat al segle XV amb el nom d'Alfondech del Senyor Rey, en referència a aquest establiment comercial.